# Badr-un-Nissa Begum
Badr-un-Nissa Begum (persan : بدرالنساء بیگم, litt. « pleine lune parmi les femmes »), née le 27 novembre 1647 à Delhi et morte le 9 avril 1670 dans la même ville, est une princesse moghole, troisième fille de l'empereur Aurangzeb et de sa femme Nawab Bai (en).

## Biographie
Badr-un-Nissa Begum naît le 27 novembre 1647 sous le règne de son grand-père Shah Jahan. Elle est la fille de Nawab Bai (en), une princesse issue de la tribu rajput Jarral du Cachemire. Elle est la troisième et dernière fille du couple. Elle a notamment deux frères aînés : le prince Muhammad Sultan (en) et le prince Muhammad Muazzam (qui deviendra l'empereur Bahâdur Shâh Ier). Lors de son deuxième couronnement en 1659, son père Aurangzeb lui remet 160 000 roupies.
Badr-un-Nissa Begum aurait été plus instruite que ses sœurs. Elle apprend le Coran par cœur, et son père l'incite à lire des ouvrages sur la foi. Elle mène une vie vertueuse. Aurangzeb l'apprécie fortement pour son excellent caractère, sa bienséance et sa gentillesse.
Elle meurt célibataire à l'âge de 22 ans, le 9 avril 1670, dans la trentième année du règne de son père. Aurangzeb est bouleversé par sa mort.